# Az arabok dicsérete
A magyarul Az arabok dicsérete címet viselő mű Sanfara, az egyik legismertebb dzsáhilijja kori költő verse. Eredeti címének – Lámijjat al-arab (arab betűkkel ﻻﻤﻴﺔ ﺍﻟﻌﺮﺏ – Lāmiyyat al-ʿarab) – jelentése: az arabok (azaz nomádok) L-re (lám) rímelő verse. Műfaja kaszída.

## Forma
A kaszída 68 sorból áll, melyeket tartalmuk szerint bonthatunk kisebb egységekre:
| 1-6. sor   | elhagyott szálláshely leírása |
| 7-13. sor  | beduin erények                |
| 14-25. sor | a fenti erények ellentétei    |
| 26-35. sor | hasonlat                      |
| 36-41. sor | környezet leírása             |
| 42-53. sor | lelkiállapot leírása          |
| 54-60. sor | menekülők leírása             |
| 61-68. sor | két leírás: déli és esti kép  |